# Hans von Dörnberg (Hofmeister)
Hans von Dörnberg, auch Johannes/Hans von Doringenberg, (* 23. Juli 1427; † 1506 in Friedberg), war ein hessischer Adliger, landgräflich-hessischer Rat, Amtmann, Statthalter und Hofmeister und lange Zeit de facto Regent der Landgrafschaften Oberhessen und Niederhessen.

## Familie
Er entstammte dem hessischen Uradelsgeschlecht derer von Dörnberg und war der jüngste von vier Söhnen des landgräflichen Marschalls und Amtmanns Hans von Dörnberg d. Ä. († 1438). Er war zweimal verheiratet: von 1465 bis zu ihrem Tod 1482 mit Anna von Ebersberg genannt von Weyhers, und von 1484 bis zu deren Tod am 15. Oktober 1497 mit Liutgard („Luckel“) von Hatzfeld. Beide Ehen blieben kinderlos. Beide Frauen wurden im Landgrafenchor der Elisabethkirche in Marburg beigesetzt, wo sich ihre Epitaphien befinden, ebenso wie das des allerdings in Friedberg bestatteten Hans von Dörnberg.

## Leben

### Amtmann der Ziegenhainer Witwe
Hans von Dörnberg, der bereits im Alter von elf Jahren seinen Vater verlor, wurde als Jugendlicher am Hof des Kurfürsten Friedrich II. von Sachsen erzogen und trat 1445, als 18-Jähriger, in den Dienst des hessischen Landgrafen Ludwig I. Nach dem Tod Johanns II., des letzten Grafen von Ziegenhain, im Jahre 1450 und dem damit erfolgten Heimfall der Grafschaft an die Landgrafschaft Hessen, diente Dörnberg mit Zustimmung des Landgrafen als Amtmann der verwitweten Gräfin Elisabeth, die ihn im Dezember 1461 auch als einen ihrer Testamentsvollstrecker einsetzte, bis zu deren Tod im April 1462. Elisabeth herrschte in ihrem Wittum (Burg und Stadt Ziegenhain, Burg und Stadt Rauschenberg sowie Burg und Stadt Schwarzenborn) innerhalb der Landgrafschaft Hessen mit des Landgrafen Zustimmung ziemlich autonom.

### Lehnsmann des Landgrafen Ludwig II.
Landgraf Ludwig I. starb bereits 1458, und Dörnberg befand sich danach vorwiegend im Umfeld von dessen ältestem Sohn, Ludwig II., der die Teil-Landgrafschaft Niederhessen, allerdings ohne die einstige Grafschaft Ziegenhain, geerbt hatte. Ludwig II. sorgte bereits Ende 1458 dafür, dass Dörnberg unter die Femeschöffen am damals sehr angesehenen westfälischen Freistuhl zu Freienhagen aufgenommen wurde. Im April 1460 übertrug Ludwig II. ihm pfandweise für 1800 Gulden die Burg Ludwigstein für mindestens 5 Jahre. Noch bis mindestens März 1462 war er dienstlich für Ludwig II. unterwegs, und im Januar 1461 war er auch für Eberhard III. von Eppstein-Königstein (1413–1475) tätig, den Schwager des späteren Mainzer Erzbischofs Adolf von Nassau, der von Landgraf Ludwig II. in der sich anbahnenden Mainzer Stiftsfehde gegen seinen Gegenspieler Diether von Isenburg unterstützt wurde.

### Hofmeister des Landgrafen Heinrich III.
Dann aber wechselte Dörnberg die Seiten. Nach dem offenen Ausbruch der Stiftsfehde am 21. August 1461 (als Papst Pius II. Diether von Isenburg bannte), trat u. a. der Fürstabt der Reichsabtei Fulda, Reinhard von Weilnau, dem Bündnis gegen Diether bei; Adolf von Nassau erkaufte sich diese Kriegshilfe, indem er im Januar 1462 dem Abt die Hälfte, 4000 Gulden, der an Kurmainz und Landgraf Ludwig II. geschuldeten Pfandsumme für die fuldischen Städte und Burgen Fulda, Hünfeld, Geisa und Rockenstuhl erließ. Ludwig II. stimmte am 5. Februar zu und schloss selbst ein Schutz- und Trutzbündnis mit Abt Reinhard. Diether von Isenburg erkannte diesen Eingriff in Kurmainzer Pfandbesitz natürlich nicht an und ernannte im Gegenzug Hans von Dörnberg Anfang April 1462 zum obersten Amtmann und Hauptmann der Burgen, Städte, Dörfer und Gerichte im Stift Fulda und in der Buchonia, die dem Erzstift Mainz vom Fuldaer Abt verpfändet waren. Kurz darauf trat Dörnberg in den Dienst des mit Erzbischof Diether verbündeten und in Marburg residierenden Landgrafen Heinrich III. von Oberhessen, der sich mit seinem Bruder Ludwig II. in heftigem Streit um die Grenzziehung zwischen Ober- und Niederhessen befand. Noch im gleichen Jahr machte ihn Heinrich III., mehr dem Vergnügen als Regierungsgeschäften zugeneigt, zu seinem Hofmeister und Rat. Dörnberg, ausgestattet mit überragender politischer und organisatorischer Befähigung, Tatkraft und Willen zur Macht, machte sein Amt zur zentralen Position am Hof und sich selbst ab Mitte der 1460er Jahre zum eigentlichen Herrscher Oberhessens. Seine Beziehungen zu Landgraf Ludwig II. beendete er gänzlich, und die ihm 1460 verpfändete Burg Ludwigstein gab er bereits im Juli 1464 vorzeitig auf; sie ging mit Einwilligung Ludwigs II. an den neuen Pfandgeber Georg von Buttlar.
Als Hofmeister Heinrichs III. verbesserte Dörnberg die Landesverwaltung, zentralisierte die Finanzkontrolle, reformierte die Justizverwaltung, stärkte das Kanzleigericht und betrieb erfolgreich die Klosterreform in Oberhessen. Noch bedeutender waren seine außenpolitischen Leistungen. Er konsolidierte die Herrschaft Heinrichs III. in Oberhessen, insbesondere in den Auseinandersetzungen mit Landgraf Ludwig II. von Niederhessen um die Teilung des väterlichen Erbes. Durch seine Vermittlung des am 5. Oktober 1463 geschlossenen Friedens von Zeilsheim, an dessen Zustandekommen er maßgeblich beteiligt war, sicherte er den Gewinn Heinrichs III. und dessen Schwiegervaters Philipp von Katzenelnbogen in der Mainzer Stiftsfehde, obwohl beide auf der Seite des unterlegenen Diether von Isenburg gestanden hatten.

### Vermögensanhäufung

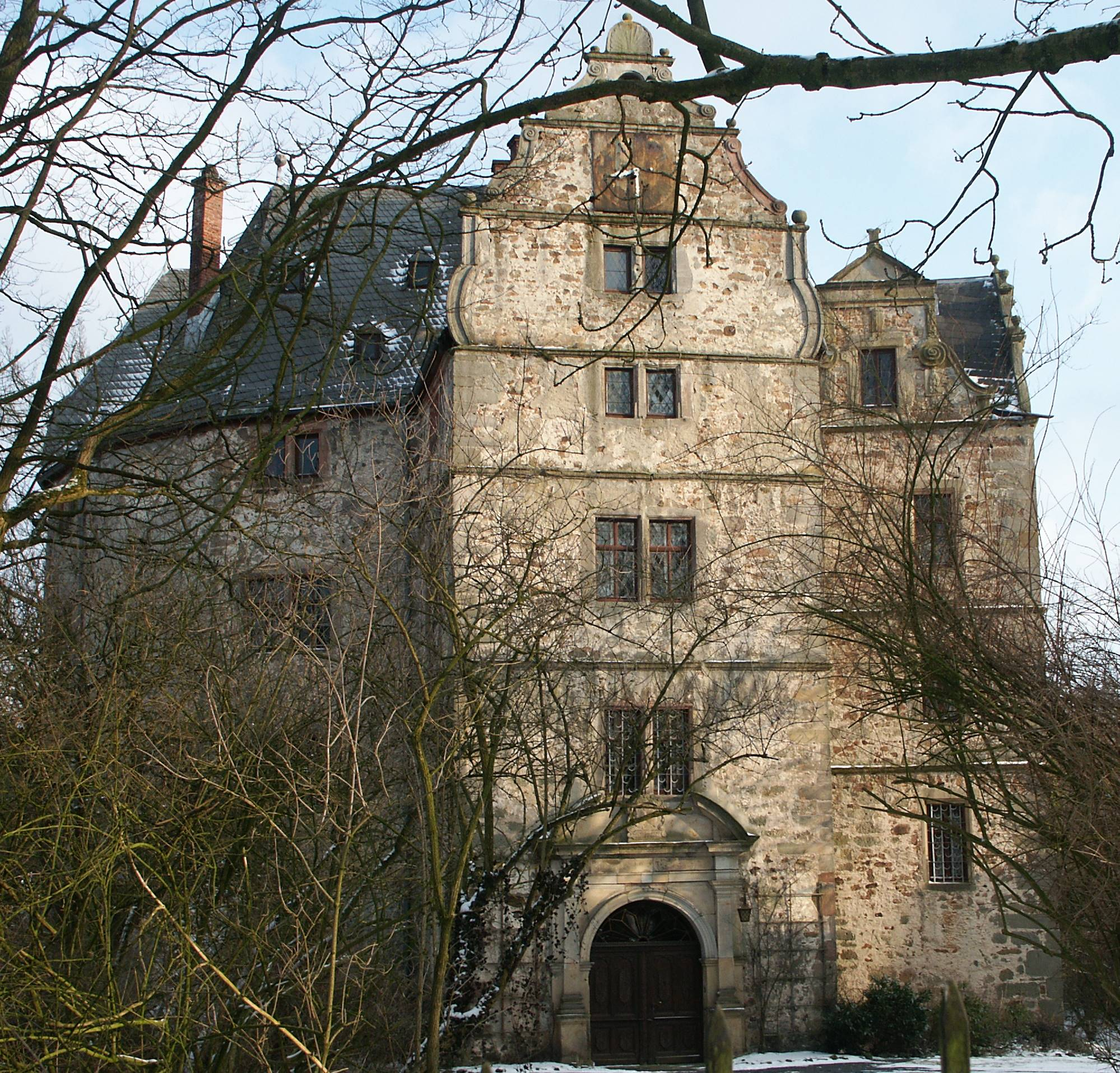
Schloss Hausen (2006)

Dass er zeitlebens den eigenen Vorteil zu wahren wusste, ist u. a. daran ersichtlich, dass er schon 1461 das Schloss Hausen bei Oberaula und die kurmainzische Hälfte der Gerichte Oberaula und Breitenbach vom „verfeindeten“ Erzbischof Adolf II. als Pfandschaft übernahm und dann am 28. Oktober 1463, drei Wochen nach dem Zeilsheimer Friedensschluss, Schloss und Gerichte mit allen Zubehörungen und der mainzischen Hälfte der Burg Herzberg als kurmainzisches Erblehen erhielt. Die andere Hälfte der Burg Herzberg und des damit verbundenen Gerichts Breitenbach war 1450 von Ziegenhain auf die Landgrafen von Hessen übergegangen, und 1477 gab Landgraf Heinrich III. auch diese Hälfte als Lehen an Hans von Dörnberg als Ausgleich für Schulden, die er bei ihm hatte. Dieser ließ die Burg Herzberg zwischen 1480 und 1497 durch den Hofbaumeister Hans Jakob von Ettlingen zu einer starken Festung um- und ausbauen. Im Jahr 1490 wurde Dörnberg durch Landgraf Wilhelm III. erneut mit der Burg belehnt, was Kaiser Friedrich III. 1492 bestätigte.

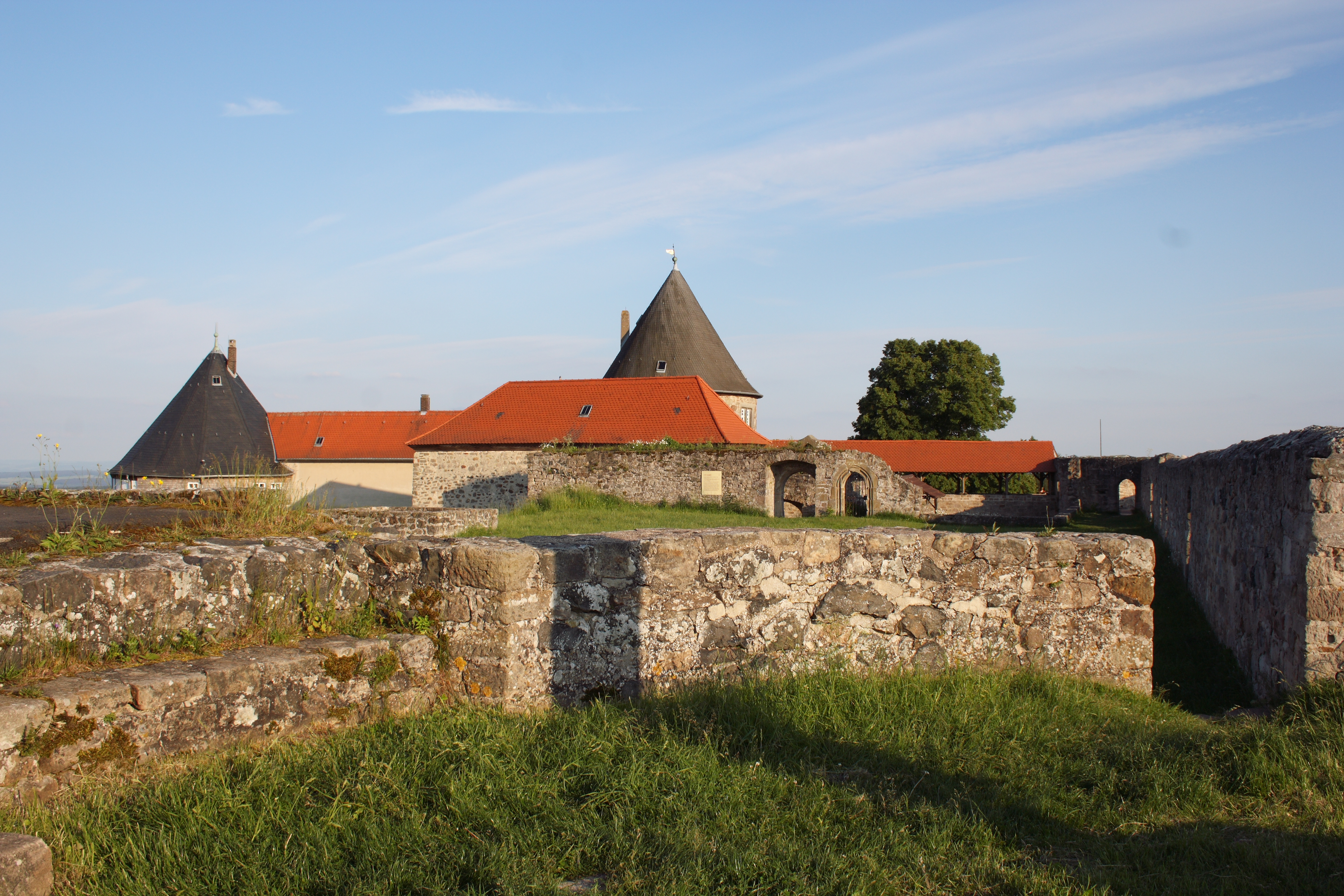
Burg Herzberg (2012)

Dies waren noch nicht alle Belohnungen Dörnbergs für seine Bemühungen während der Stiftsfehde und dem Zustandekommen des Friedensvertrags. Am 29. Oktober 1463 erhielt er die Belehnung mit 25 rheinischen Gulden jährliche Gülte auf den Rheinzoll bei Lahnstein (ablöslich mit 300 Gulden) am 30. Oktober 1463 25 Gulden Manngeld, am 23. Januar 1464 das Präsentationsrecht der Pfarrstelle in Oberaula, und am 20. November 1464 die Pfandschaft über Neustadt, wiederlöslich für 2000 Gulden, zu gemeinsamem Pfandbesitz mit Stamm von Schlitz genannt von Görtz, wofür dann die Schuld über die 2400 Gulden Rheinzollablöse als erledigt angesehen wurde. Weiterhin erhielt Dörnberg am 14. Januar 1466 die Kirchenhoheit über Hausen mit Ibra und Weißenborn und am 5. März 1467 einen Burgsitz zu Amöneburg. Die Nellenburg bei Neustadt erhielten die beiden Pfandinhaber von Neustadt, Stamm von Schlitz und Hans von Dörnberg, am 17. März 1467 pfandweise verschrieben, aber bereits am 24. März 1467 ging sie in den alleinigen Besitz Dörnbergs über, der Stamm von Schlitz mit 1000 Gulden abfand. 1477 kam Neustadt gänzlich an Hans von Dörnberg, der sich dann von 1477 bis 1489 auf dem steinernen Unterbau der alten Burg nach Plänen von Hans Jakob von Ettlingen sein Schloss Dörnberg errichten ließ.

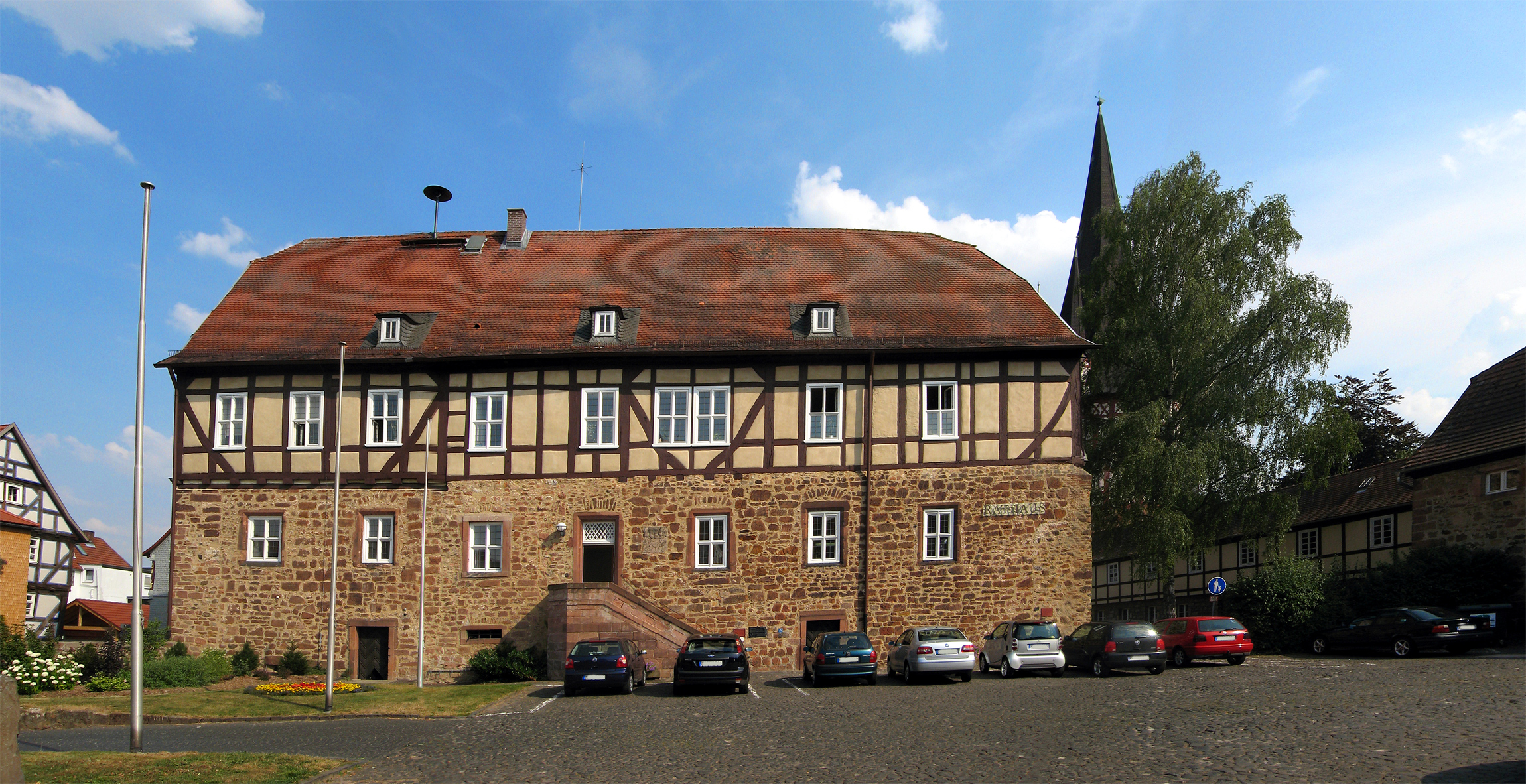
Das Dörnbergsche Schloss in Neustadt

### Grafschaft Katzenelnbogen
Die größte und wichtigste mittelalterliche Erbschaft Hessens, die der Grafschaft Katzenelnbogen im Jahre 1479, wurde von Dörnberg umsichtig vorbereitet und gegen erhebliche außenpolitische Bedrohungen gesichert. Landgraf Heinrich III. hatte bereits 1457 Anna, die Erbtochter Philipps I. (1402–1479), des letzten Grafen von Katzenelnbogen, geheiratet und 1470 übertrug Philipp seinem Schwiegersohn die Verwaltung der Obergrafschaft mit Darmstadt, der Festung Auerberg an der Bergstraße, Groß-Gerau und Rüsselsheim. Da Philipps Söhne Eberhard und Philipp d. J. bereits 1453 und 1456 verstorben waren, fiel die gesamte Grafschaft Katzenelnbogen nach seinem Tod 1479 an Heinrich III., der seinen Beinamen „der Reiche“ aufgrund dieses Erbes erhielt.

### Katzenelnbogener Giftmordprozess
Noch bevor das Katzenelnbogener Erbe an Heinrich III. fiel, wurde Hans von Dörnberg jedoch Ziel eines ungemein schwerwiegenden Vorwurfs. Philipp I. von Katzenelnbogen, bereits 71 Jahre alt, heiratete am 24. Januar 1474 in zweiter Ehe die fast 40 Jahre jüngere Anna von Nassau-Dillenburg (1441–1513), seit 1471 verwitwete Herzogin von Braunschweig-Lüneburg. Bald darauf wurde Anna offenbar zum Spielball einer politischen Intrige ihres Vaters Johann IV. von Nassau-Dillenburg, der offensichtlich den absehbaren Anfall von Katzenelnbogen an das Haus Hessen zu hintertreiben suchte. In einem im Juni 1474 vor dem Offizialatsgericht der Kölner Diözesankurie von den Weihbischöfen von Köln, Trier, Mainz, Osnabrück, Lüttich, Cambrai und Speyer gehaltenen Giftmordprozeß wurde der Priester Johann, Pfarrer in Bornich und Kaplan auf der Burg Rheinfels, des versuchten Giftmords an Anna beschuldigt. Unter der Folter behauptete der Priester, auf Anstiftung enger Vertrauter des Landgrafen Heinrich III., insbesondere des Hans von Dörnberg, in der Woche nach Neujahr 1474, also noch vor der Eheschließung, Anna bei einem Gottesdienst in der Kapelle der Burg Rheinfels einen Kelch mit Arsen vergifteten Weins gereicht zu haben. Anna erkrankte zwar bald darauf, aber sie litt nur unter einem Fieber, von dem sie sich rasch erholte, und der behandelnde Arzt stellte keine Anzeichen einer Vergiftung fest. Der Priester Johann bekannte sich bei der peinlichen Befragung daneben auch zu einer Serie weiterer Giftmorde und Giftmordversuche, deren meiste er während der Verhandlung widerrief. Die Beschuldigung des Hans von Dörnberg widerrief er erst unmittelbar vor seiner Hinrichtung, wie der Rat der Stadt Köln dem Hofmeister in öffentlicher Urkunde bestätigte. Philipp von Katzenelnbogen selbst hatte offensichtlich kein Interesse an diesem Prozess und stellte seinem Schwiegersohn Heinrich III., während der Prozess stattfand, sogar eigene Truppen zur Unterstützung des Kölner Stiftsverwesers und Landgrafenbruders Hermann zur Verfügung.

### De-facto Regent von Niederhessen
Dörnbergs Einfluss und Macht wuchsen erheblich nach dem Tod des niederhessischen Landgrafen Ludwig II. im November 1471. Dieser hatte noch 1469/70 im Hessischen Bruderkrieg gegen seinen Bruder Heinrich III. gekämpft, und erst auf Vermittlung des jüngeren Bruders der beiden Kontrahenten, des späteren Kölner Erzbischofs Hermann, war dieser Krieg beendet worden. Nach Ludwigs Tod übernahm Dörnbergs Dienstherr Heinrich III. auf Bitten von Ludwigs Witwe Mechthild die Vormundschaft über ihre beiden noch unmündigen Söhne Wilhelm I., „der Ältere“ (1466–1515) und Wilhelm II. „der Mittlere“ (1469–1509). Damit lag die Verwaltung beider hessischen Teil-Landgrafschaften bis zum Tod Heinrichs III. und dem daraufhin erfolgten Regierungsantritt Wilhelms I. in Niederhessen im Jahre 1483 praktisch in Dörnbergs Händen, der dabei allerdings den Marburger Hofmarschall Johann Schenk zu Schweinsberg und den dortigen Kanzler Johannes Stein beteiligte.

### Kölner Stiftsfehde
Auch die bald darauf ausgebrochene Kölner Stiftsfehde 1473–1478 nutzte Dörnberg tatkräftig zu Nutzen des hessischen Landgrafenhauses. Er leistete den Landständen im weltlichen Herrschaftsgebiet des Erzbischofs Ruprecht von der Pfalz und dem 1473 vom Kölner Domkapitel zum Administrator und wenig später auch zum Stiftsverweser gewählten Landgrafenbruder Hermann entscheidende militärische Hilfe bei der erfolgreichen Verteidigung von Neuss von Juli 1474 bis Juni 1475 gegen den mit Ruprecht von der Pfalz verbündeten Herzog Karl den Kühnen von Burgund und sicherte damit den Kölner Erzstuhl für Hermann von Hessen. Ruprecht wurde im März 1478 hessischer Gefangener und auf der Burg Blankenstein bei Gladenbach inhaftiert; dort starb er im Juli 1480, und am 11. August 1480 wurde Hermann zum neuen Erzbischof von Köln gewählt.

### Statthalter in Oberhessen
Beim Tod Heinrichs III. am 13. Januar 1483 war dessen einzig noch lebender Sohn Wilhelm III., „der Jüngere“ (1471–1500) noch unmündig. Erzbischof Hermann, sein Onkel, nahm die von Heinrich III. testamentarisch verfügte Vormundschaft an und bestellte Hans von Dörnberg, den Marschall Johann Schenk zu Schweinsberg, den Rat und Amtmann Volpert Schenk zu Schweinsberg und den Kanzler Johannes Stein zu seinen Statthaltern. Somit war Dörnberg noch bis 1489, als der nun volljährige Wilhelm III. die Herrschaft selbst übernahm, weiterhin de facto Regent in Marburg. Auch nach dem Regierungsantritt des jungen Wilhelm III. blieb Dörnberg der maßgebliche Mann der Marburger Regierung. Erst mit dem Tod des kinderlosen Landgrafen am 17. Februar 1500 nach einem Reitunfall endete Dörnbergs Vormachtstellung, da der seit 1493 in Kassel regierende Vetter Wilhelm II. die gesamte Landgrafschaft Hessen wieder in einer Hand vereinigte.

### Sturz
Noch im März 1500 wurde Dörnberg neben Asmus Keudel und Rudolf von Waiblingen als hessischer Statthalter in Marburg erwähnt, danach jedoch nur noch als Rat Wilhelms II. Auch diese Stellung verlor er, als er 1501 in den Prozess gegen einen seiner Günstlinge, den wegen betrügerischer Rechnungsführung abgesetzten und angeklagten Kammerschreiber Johannes Fleck, hineingezogen wurde. Im Jahre 1505 sah er sich selbst mit schweren Anschuldigungen Wilhelms II. konfrontiert, und da er sich auch viele persönliche Feinde gemacht hatte, entzog er sich der landgräflichen Gerichtsbarkeit durch Rückzug auf das Gebiet der Burggrafschaft Friedberg, deren reichsunmittelbarer Burgmannschaft er angehörte. Wohl da König Maximilian I. ihn noch im August 1505 als seinen Rat und des Reiches lieben Getreuen bezeichnete, kam es nicht mehr zu einem förmlichen Prozess, obwohl die Anklage Wilhelms II. auf Unterschlagung, Rechtsbeugung, Münzfälschung und Landesverrat lautete.

### Tod und Erbe

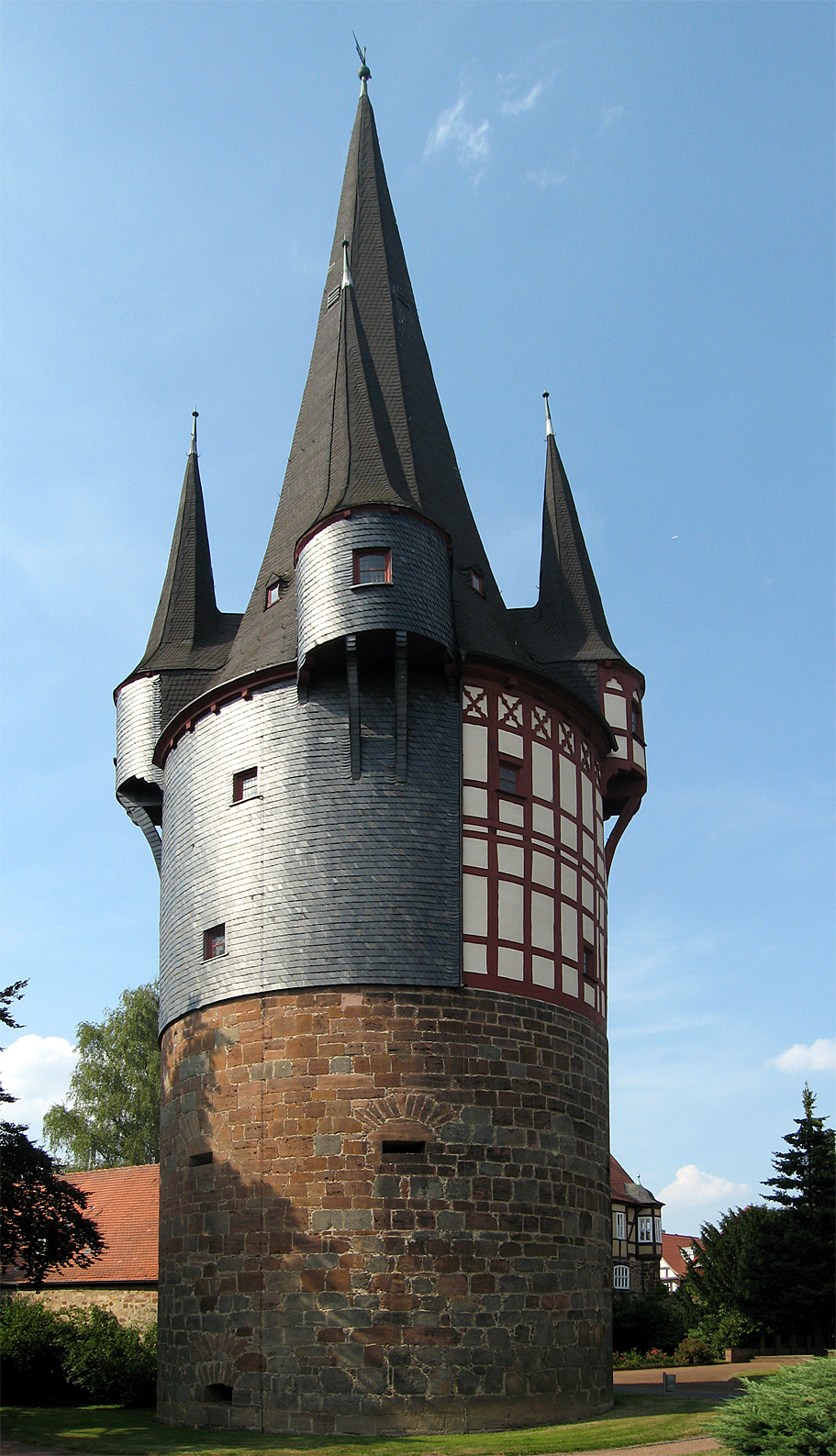
Der Junker-Hansen-Turm in Neustadt

Hans von Dörnberg starb, reich geworden, im Jahre 1506 in Friedberg und wurde dort bestattet. Da seine beiden Ehen kinderlos geblieben waren, beerbten ihn seine Neffen. Er hinterließ, neben mehreren Testamenten, mehrere wohltätige Stiftungen für Arme und eine Anzahl repräsentativer Bauwerke wie den Dörnbergischen Hof in Marburg, das Schloss Dörnberg und den Junker-Hansen-Turm in Neustadt und die Burg Herzberg. Sein Vermögen war sehr umfangreich und weit gefächert. Neben einer Anzahl erheblicher Schuldverschreibungen der Landgrafen Heinrich III. und Wilhelm III., für die ihm Einkünfte aus hessischen Ämtern und Städten wie Marburg, Gießen, Grünberg und Nidda angewiesen wurden, war er am Salzwerk Salzhausen bei Nidda beteiligt und ließ sich bereits 1486 vom Kloster Haina das Bergregal im Umkreis einer Meile um das Kloster übertragen.